# Debora Magnaghi
Debora Magnaghi (Milano, 17 giugno 1970) è un'attrice, doppiatrice, direttrice del doppiaggio e conduttrice televisiva italiana.

## Biografia
Cugina dell'autore televisivo Stefano Magnaghi, ha iniziato a lavorare negli anni ottanta prestando la voce alla protagonista del cartone animato Memole dolce Memole. Il suo volto è diventato popolare alla fine degli anni ottanta quando è stata scelta come conduttrice dapprima del programma per ragazzi Ciao Ciao in onda su Italia 1 in orario mattutino, presentato assieme al collega doppiatore Davide Garbolino ed in seguito, dal 1989, di Bim Bum Bam altro notissimo programma Mediaset rivolto a bambini e ragazzi in onda in orario pomeridiano dapprima su Italia 1, poi promosso su Canale 5 e poi di nuovo spostato su Italia 1; Debora ha condotto il programma fino al 2000 assieme a Roberto Ceriotti, Carlo Sacchetti, Carlotta Pisoni Brambilla, Marco Bellavia, Manuela Blanchard. È sposata con lo sceneggiatore ed autore televisivo Giorgio John Squarcia. Ha inoltre recitato come attrice nei telefilm ispirati al cartone animato Kiss Me Licia.
Attualmente è presente in alcune televendite di Mediaset, e dal 2007 al 2009 ha collaborato con Rocco Tanica nel programma Quasi TG, visibile su YouTube e sul canale Fox di Sky Italia, oltre a continuare la sua professione di doppiatrice.

## Televisione
- Love Me Licia – serie TV (1986)
- Licia dolce Licia – serie TV (1987)
- Teneramente Licia – serie TV (1987)
- Balliamo e cantiamo con Licia – serie TV (1988)
- Finalmente soli – serie TV, episodio 3x15 (2001)
- Casa Vianello - sitcom, episodio 11x18 (2002)

## Programmi
- Ciao Ciao (Italia 1, 1988-1989, 1995-1996)
- Bim Bum Bam (Italia 1, 1989-1991, 1997-2000; Canale 5, 1991-1997)
- Sabato al circo (Canale 5, 1989-1990)
- L'allegria fa 90 (Canale 5, 1989)
- Evviva l'allegria (Canale 5, 1990)
- Luna Party (Canale 5, 1991)
- Buon Natale Bim Bum Bam (Canale 5, 1994-1995)

## Doppiaggio

### Film
- Frédérique Bel in Non sposate le mie figlie!, Non sposate le mie figlie! 2, Riunione di famiglia - Non sposate le mie figlie! 3
- Jaime King in Escape Plan 2 - Ritorno all'inferno, Escape Plan 3 - L'ultima sfida
- Christina Hendricks in Detachment - Il distacco, The Neon Demon
- Aya Ueto in Azumi, Azumi 2
- Amanda Seyfried in Truffatori in erba
- Heather Graham in Come ti ammazzo l'ex
- Amanda Crew in Monster Ark - La profezia
- Michelle Trachtenberg in Richie Rich e il desiderio di Natale
- Lindsey Haun in Shrooms - Trip senza ritorno
- Lucy Davis in L'alba dei morti dementi
- Megumi Okina in Ju-on: Rancore
- Kyōko Fukada in Yattaman - Il film
- Yvonne Strahovski in So che ci sei
- Gabrielle Dennis in Il fidanzato perfetto
- Caitriona Balfe in Escape Plan - Fuga dall'inferno
- Courtney Eaton in Newness
- Laura Verlinden in Ben X
- Jillian Bell in Missione hamburger 2

### Serie televisive
- Kristin Kreuk in Edgemont
- Rose Byrne in Platonic
- Rachel Nichols in Continuum
- Celine Vincent in Power Rangers Lost Galaxy
- DeWanda Wise in She's Gotta Have It
- Alba Gutiérrez in Una vita
- Katy Perry in Scream Queens
- Paola Núñez in The Purge
- Valene Kane in Gangs of London
- Maggie Civantos in Express
- Laci Mosley in iCarly (2021)
- Jillian Bell in Workaholics

### Serie animate
- Batgirl in Batman, Batman - Cavaliere della notte, The Batman, Batman: Fumetti In Movimento
- C-18 in Dragon Ball Z, Dragon Ball GT, Dragon Ball Super
- Pierret in Grandi uomini per grandi idee, Imbarchiamoci per un grande viaggio
- Ran Mori in Detective Conan, Magic Kaito 1412
- Seras Victoria in Hellsing, Hellsing Ultimate
- Shizune in Naruto, Naruto Shippuden
- Selen in Beyblade Metal Masters, Beyblade Metal Fury
- Roxy in Winx Club e World of Winx
- Sophie (2^ voce) in Beyblade Metal Fury
- Ren Kurenai in Beyblade Shogun Steel
- Vados (ep. 18-76) in Dragon Ball Super
- Koharu Kagami in A.I.C.O. Incarnation
- Dottoressa in Akudama Drive
- Alice in Alice nel paese delle Meraviglie
- Jeudi in Alpenrose (2° doppiaggio)
- Patricia in Anubis
- Silvia in Aquarion
- Tammy in Barbie Dreamhouse Adventures
- Pieretta (2° doppiaggio) in C'era una volta... l'uomo
- Piera (2° doppiaggio) in Ai confini dell'universo
- Hilda in Beelzebub
- Principessa Charlotte in Berserk
- Starla in Blaze e le mega macchine
- Lisa Yadomaru (stagioni 6-13), Tia Harribel e Sode No Shirayuki in Bleach
- Lisa Yadomaru in Bleach: Thousand-Year Blood War
- Kluke in Blue Dragon
- Marie Itami in BNA: Brand New Animal
- Sasha in Bratz
- Sei in Burst Angel
- Kurumi Kasuga negli OAV di Capricciosa Orange Road
- Mantha in Casper - Scuola di paura
- Fia Note in Castigo Celeste XX Angel Rabbie
- Macrofago in Cells at Work! - Lavori in corpo
- Tracy Anderson in Che famiglia è questa Family!
- Miriam, Noemi e Nagisa in City Hunter
- Galatea in Claymore
- Mizuki Takase in Comic Party
- Flo in Cuccioli cerca amici - Nel regno di Pocketville
- Black Claw e Snake Panther in Cutie Honey Universe
- Ray, Lena Tally e Kaguya Gojono in DanMachi
- Tamayo in Demon Slayer
- Joey in Denny
- Simòne in Dofus - I tesori di Kerubim
- Mirrani Lucra in Edens Zero
- Holly O'Hair in Ever After High
- Irisviel von Einzbern in Fate/stay night: Unlimited Blade Works
- Saber Nero in Fate/Extra Last Encore
- Jeanie in Fiocchi di cotone per Jeanie
- Orochi in Fire Force
- Yu Lan in Full Metal Panic! The Second Raid
- Asuka Sugo in Future GPX Cyber Formula
- Tea Stilton in Geronimo Stilton
- Fanciulla della Spada in Goblin Slayer
- Desiderorso in Gli orsetti del cuore
- Orsetta in Gli orsi Berenstain
- Shizuru Fujimura in Godannar
- Carlotta in Hamtaro
- Scarlett Bryne in Huntik - Secrets & Seekers
- Mina in Il lungo viaggio di Porfi
- Celia Hills in Inazuma Eleven GO
- Mayura Daidouji in Il mitico detective Loki
- Melissa Raccoon in I mille colori dell'allegria[1]
- Ashley in Jem
- Tomoe Yukishiro in Kenshin - Samurai vagabondo
- Momoka Nishizawa in Keroro
- Vari personaggi femminili in Kilari
- Elisa in Kiss Me Licia
- Lady Lovely in Lady Lovely
- Mamma in L'armadio di Chloé
- Gwen in La Grande B!
- Wakaba Shinohara in La rivoluzione di Utena
- Cenerentola, Biancaneve, Ariel, Alice, Dorothy, Cappuccetto rosso, Locandiera in Le fiabe più belle
- Gretel, Elda, Josephine in Le fiabe son fantasia
- Margaret in Let's & Go - Sulle ali di un turbo
- McKenna in Littlest Pet Shop
- Hazel in Little Charmers
- Laura Chen in Max Steel
- Memole in Memole dolce Memole:
- Sara in Mermaid Melody - Principesse sirene
- Glin in Mila e Shiro - Il sogno continua
- Carola in Mimì e la nazionale di pallavolo (3° doppiaggio)
- Camilla in Mirmo
- Inko Midoriya, Momo Yaoyorozu e Reiko Yanagi in My Hero Academia
- Maud Pie, Starlight Glimmer (prima voce) in My Little Pony - L'amicizia è magica:
- Moncicciò in Monciccì (2° doppiaggio)
- Nadia Ra Arwol in Nadia - Il mistero della pietra azzurra (2° doppiaggio)
- Najica Hiiragi in Najica Blitz Tactics
- Nanako Shichigusa in Nanako - Manuale di genetica criminale
- Abi, Apis, Chimney (1ª voce), Tibany, Kuina (2ª voce, solo nell'episodio 280), Nico Robin (da bambina, ), Nojiko (1ª voce), Polluce, Yoko in One Piece
- Albedo in Overlord
- Judy Abbott in Papà Gambalunga
- Mamma Gatta in Peppa Pig
- Susy in Piccoli problemi di cuore
- Ai Tanabe in Planetes
- Mizuho Kazami in Please Teacher!
- Cassidy in Pokémon Chronicles
- Aldith (Team Plasma) in Pokémon Nero e Bianco: Avventure a Unima
- Fenrir/Takako/Mikage in Pretear - La leggenda della nuova Biancaneve
- Aira Harune in Pretty Star - Sognando l'Aurora
- Alice in Project Arms
- Sylis in Record of Lodoss War: La saga dei cavalieri
- Ermione in Romeo × Juliet
- Funny in Rossana
- Amy/Sailor Mercury in Sailor Moon
- Sandy in Sandy dai mille colori
- Passo e chiudo in Siamo quelli di Beverly Hills
- Cenerentola in Simsalagrimm
- Mana Iwamaki in Shangri-La Frontier
- Ran in Shugo Chara!
- Sonia the Hedgehog in Sonic Underground
- Kei Yuki in Space Pirate Captain Herlock - The Endless Odyssey
- Olka Gretcher/Shaty Grey in Spy × Family
- Fin McCloud in Stoked - Surfisti per caso
- Chocola in Sugar Sugar Rune
- Bettina in Supermodels
- Frey e voci secondarie in That Time I Got Reincarnated as a Slime
- Mary in The Eminence in Shadow
- Lily in Tenken - Reincarnato in una spada
- Mari Kusanabe in Tokyo Magnitude 8.0
- Chizuru Morino in The After-Dinner Mysteries
- Strawberry/Mew Berry in Tokyo Mew Mew - Amiche vincenti
- Easther Blanchett in Trinity Blood
- Bunny in T.U.F.F. Puppy
- Henrietta e Frey in That Time I Got Reincarnated as a Slime
- Principessa Lemon in Twin Princess - Principesse gemelle
- Raffa la giraffa in Uffa che pazienza!  (2^ voce)
- Sylphiel, Filia in Un incantesimo dischiuso tra i petali del tempo
- Tea Gardner in Yu-Gi-Oh!
- Principessa Rose in Yu-Gi-Oh! GX
- Carly Carmine in Yu-Gi-Oh! 5D's
- Gloria Tyler in Yu-Gi-Oh! Arc-V
- Emma Bessho / Ghost Girl in Yu-Gi-Oh! VRAINS
- Bodhi in Lucas the Spider[2]
- Sakura Momomiya in Tokyo Mew Mew New (2022)

### Film d'animazione
- Ran Mori in Detective Conan - Fino alla fine del tempo, Detective Conan - L'asso di picche, Detective Conan - L'ultimo mago del secolo, Detective Conan - Solo nei suoi occhi, Detective Conan - Trappola di cristallo, Detective Conan - Il fantasma di Baker Street, Detective Conan - La mappa del mistero, Detective Conan - Il mago del cielo d'argento, Detective Conan - La strategia degli abissi, Detective Conan - Requiem per un detective, Detective Conan - L'isola mortale, Detective Conan - La musica della paura, Detective Conan - ...e le stelle stanno a guardare, Detective Conan - L'undicesimo attaccante, Lupin Terzo vs Detective Conan, Lupin III vs Detective Conan, Detective Conan: Episode "One" - Il detective rimpicciolito
- Ducky in Alla ricerca della Valle Incantata 7 - La pietra di fuoco freddo, Alla ricerca della Valle Incantata 8 - Avventura tra i ghiacci, Alla ricerca della Valle Incantata 9 - Le meraviglie del mare, Alla ricerca della Valle Incantata 10 - La grande migrazione, Alla ricerca della Valle Incantata 11 - L'invasione dei minisauri, Alla ricerca della Valle Incantata 12 - Il giorno dei rettili volanti
- Shizune in Naruto Shippuden - L'esercito fantasma, Naruto Shippuden - Il maestro e il discepolo, Naruto Shippuden - Eredi della Volontà del Fuoco, Naruto - La via dei ninja, The Last: Naruto the Movie
- Momo Yaoyorozu in My Hero Academia: Two Heroes, My Hero Academia: Heroes Rising, My Hero Academia: World Heroes' Mission, My Hero Academia: You're Next
- Amy Mizuno in Sailor Moon R The Movie - La promessa della rosa (primo doppiaggio), Sailor Moon S The Movie - Il cristallo del cuore, Sailor Moon SS The Movie - Il mistero dei sogni
- C-18 in Dragon Ball Z - La storia di Trunks (ridoppiaggio), Dragon Ball Z - L'irriducibile bio-combattente (ridoppiaggio), Dragon Ball Super - Super Hero
- Barbara Gordon/Batgirl in Batman of the Future - Il ritorno del Joker [nota 1], Batman - Il mistero di Batwoman
- Senna in Bleach: Memories of Nobody
- Upa in Dragon Ball - Il torneo di Miifan (ridoppiaggio),
- Zangya in Dragon Ball Z - La minaccia del demone malvagio (ridoppiaggio)
- Giuliana in Dragon Ball Z - Il diabolico guerriero degli inferi (ridoppiaggio)
- Dulcinea in Donkey Xote
- Key Amemiya in Jin-Roh - Uomini e lupi
- Adagio Dazzle e Maud Pie in My Little Pony - Equestria Girls - Rainbow Rocks
- Belldandy in Oh, mia dea! - The Movie
- Saga da bambino in One Piece - La spada delle sette stelle
- Xiao e Nojiko in One Piece - Avventura sulle isole volanti
- Greta in Piuma, il piccolo orsetto polare
- Kid Summers in Pokémon: Lucario e il mistero di Mew
- Akari Shinohara in 5 cm al secondo
- Shibo in Blame
- Vivi in Doraemon - Il film: Nobita e l'isola del tesoro
- Fanciulla della spada in Goblin Slayer The Movie: Goblin’s Crown
- Kaoru Miyagi in The First Slam Dunk
- Frey in That Time I Got Reincarnated as a Slime The Movie: Scarlet Bond
- Kurumi Kasuga in È quasi magia Johnny: Una difficile scelta (secondo doppiaggio)
- Shion in My Oni Girl
- Albedo in Overlord - Capitolo del Santo Regno
- Maestra di Paradapia in Doraemon - Il film: Nobita e l'Utopia celeste

### Videogiochi
- Caitlyn, Leona, Senna in League of Legends
- Bella e le sorelle in La Bella o la Bestia (2001)[3]
- Emma Harry in Barrow Hill (2006)[4]
- Chan-lee in Bakugan - Battle Brawlers (2007)
- Lu in Elsword (2007)
- Pepper Potts in Iron Man (2008)[5]
- Betty Ross in L'incredibile Hulk (2008)
- Claire/Celeste in Il professor Layton e il futuro perduto (2008)[6]
- Barbara Gordon/Oracle in Batman: Arkham Asylum (2009),[7] Batman: Arkham City (2011),[8] Batman: Arkham Origins (2013),[9] Batman: Arkham Knight (2015)[10]
- Celia Hills in Inazuma Eleven GO (2011)[11]
- Jill Valentine in Resident Evil: Revelations (2012),[12] Resident Evil: Operation Raccoon City (2012),[13] Resident Evil: Revelations 2 (2015),[14] Resident Evil 3 (2020)[15]
- Thalia Timsh in Dishonored (2012)[16]
- Sofia Hendrix in Gears of War: Judgment (2013)[17]
- Jodie in Beyond: Due anime (2013)[18]
- Lauren Staples in Dead Rising 3 (2013)[19]
- Cabalista dell'ombra, Lamascura, Manadipendente, Driade dei boschi, Miniabiuratrice e Ombramante torva in Hearthstone (2014)[20]
- Crociata in Diablo III: Reaper of Souls (2014)[21]
- Bijou e Lady Piermont in Broken Sword 5: La maledizione del serpente (2014)[22]
- Yuma Lau in Far Cry 4 (2014)[23]
- Johanna (Crociata) in Heroes of the Storm (2015)[24]
- Jessica Rose in Call of Duty: Black Ops III (2015)[25]
- Alessia in Just Cause 3 (2015)[26]
- Serendis in Starcraft II - Legacy of the Void (2015)[27]
- Jessica Kandel in Tom Clancy's The Division (2016)[28]
- Pharah in Overwatch (2016),[29] Overwatch 2 (2022)[30]
- Delara Auzenne in Deus Ex: Mankind Divided (2016)[31]
- Primo ministro Jinn in Gears of War 4 (2016),[32] Gears 5 (2019)[33]
- Dottoressa Elizabeth Sobeck in Horizon Zero Dawn (2017),[34] Horizon Forbidden West (2022),[35] LEGO Horizon Adventures (2024)[36]
- Caiatl in Destiny 2 (2017)[37]
- Eltariel in La Terra di Mezzo: L'ombra della guerra (2017)[38]
- Vivian in Call of Duty: World War II (2017)[39]
- Layla Hassan in Assassin's Creed: Origins (2017),[40] Assassin's Creed: Odyssey (2018),[41] Assassin's Creed: Valhalla (2020)[42]
- Yuri Watanabe in Spider-Man (2018),[43] Spider-Man 2 (2023)[44]
- Lois Lane in LEGO DC Super-Villains (2018)[45]
- Sorren Starlink: Battle for Atlas (2018)[46]
- Gina Guerra in Far Cry New Dawn (2019)[47]
- Justine in Days Gone (2019)[48]
- Viper in Valorant (2020)
- Monica Rappaccini e AIM PA in Marvel's Avengers (2020)[49]
- Maresciallo Bailey in Outriders (2021)[50]
- Andariel e Atma in Diablo II: Resurrected (2021)[51]
- Starla in Blaze and the Monster Machines: Axle City Racers (2021)[52]
- Bea in Mario + Rabbids Sparks of Hope (2022)[53]
- Dottoressa Caitlyn Mahler in The Callisto Protocol (2022)[54]
- Meidra in Remnant 2 (2023)[55]
- Bree in Cyberpunk 2077 (2023)[56]
- Maka in Diablo IV (2024)[57]
- Laura Lombardi in Indiana Jones e l'antico cerchio (2024)[58]
- Leslie Thompkins, Query e Becky in Batman: Arkham Shadow (2024)[59]
- Aida in Monster Hunter Wilds (2025)[60]

### Programmi televisivi
- Alison "Ali" in The Renovators - Case fai da te
- Britney Spears in The X Factor